# Paul Karádi
Paul Karádi (ungarisch Pál Karádi; * 1523 in Székesfehérvár; † 1590) war ein ungarischer Buchdrucker und Vertreter des radikal-reformatorischen Unitarismus.

## Leben und Wirken
Seine Kindheit und Jugend verbrachte Karádi im ungarischen Székesfehérvár (dt. Stuhlweißenburg), einem Zentrum des mittelalterlichen Ungarns und Krönungssitz der ungarischen Könige. Wahrscheinlich kam er schon hier in Berührung mit der noch jungen Reformationsbewegung. 1538 immatrikulierte er sich an der Universität Wittenberg und zeichnete sich später unter anderem über seine Kenntnisse des Griechischen und Hebräischen aus. Von 1561 an wirkte er als protestantischer Hofprediger des Bans Gergely Bethlen in Karánsebes im Banat. Er war unter jenen ungarischen Intellektuellen, die vor den nach Ungarn vorrückenden Türken ins Fürstentum Siebenbürgen geflohen waren. Vermutlich war Karádi mit dem Gefolge der ungarischen Königin Isabella Jagiellonica nach Siebenbürgen gekommen. Auch später hatte er noch gute Beziehungen zum ungarischen Hof. 1961 verfasste er einen Kommentar zum Buch Hosea, 1562 zum Buch Joel. 1567 übersiedelte Karádi nach Abrudbánya (dt. Großschlatten), wo er bis 1572 eine Druckerei betreiben sollte. Hier wandte er sich dem seit 1566 ausbreitenden Unitarismus zu und gewann bald das Vertrauen von Franz David und Giorgio Biandrata. Bei dem im März 1568 in Gyulafehérvár (dt. Karlsburg oder Weißenburg) stattfindenden inner-unitarischen Disput trat er als Vermittler auf. In Folge half er bei der Gründung der unitarischen Gemeinde in seiner Heimatstadt Székesfehérvár (Stuhlweißenburg). 1569 publizierte er in Abrudbánya die Komödie über den Verrat des Menyhárt Balassi  heraus, aufgrund deren Inhalt er flüchten muss. Zwischen 1570 und 1572 hielt er sich in Simánd auf, welches damals türkisch besetzt gewesen war. Hier betrieb er (wie zuvor in Abrudbánya) eine Druckerei und wirkte als Pfarrer der örtlichen unitarischen Gemeinde. Unter den politischen Unruhen 1572 übersiedelte er schließlich nach Timișoara (dt. Temeswar, ung. Temesvár) im Banat, wo er als Leiter des Kirchenbezirks der Unitarischen Kirche in der Tiefebene und Südungarns wirkte. Zuvor traf er in Lugoj (dt. Lugosch) noch mit dem Heidelberger Antitrinitarier Adam Neuser zusammen. Auf Initiative Franz Davids sollte Karádi eine Verteidigungsschrift für Neuser drucken, wozu es jedoch nicht mehr kam.
Unter dem inner-unitarischen Disput über den Nonadorantismus positionierte sich Karádi auf Seiten der Nonadorantisten um Franz David und Matthias Vehe-Glirius. Unmittelbar nach dem Tod von David sah Karádi die Schuld für dessen Tod in erster Linie bei den Vertretern des Adorantismus wie Giorgio Biandrata, Demeter Hunyadi und István Basilius und verfasste vermutlich noch eine Schrift zu den Hintergründen des Todes von Franz David. Karádi als bedeutender Vertreter des Nonadorantismus und Verteidiger von Franz David stand nun deutlich in Opposition zur neuen Kirchenleitung unter Demeter Hunyadi. Als Folge der von Hunyadi betriebenen repressiven Kirchenpolitik, die auch zu Entlassungen von nonadorantistischen und sabbatarischen Pfarrern und Lehrkräften führte, begannen sich die Gemeinden in Ungarn und im Banat unter der Führung von Karádi schließlich zu separieren und institutionell einen eigenständigen, nonadorantisch geprägten Weg zu gehen. Karádis eigener theologischer Standpunkt kann an dem 1580 erschienenen Kommentar zur Apokalypse abgelesen werden. Hier tritt ein individueller Standpunkt hervor, der eine Nähe zum sich zur gleichen Zeit entstehenden Sabbatarismus, aber auch zum Chiliasmus erkennen lässt. Letzteres führte später auch zu einem Disput mit Miklós Bogáti Fazekas, mit dem er ansonsten theologisch übereinstimmte. Beiden standen auch in Oppostion zum kirchenpolitischen Kurs unter Hunyadi. Karádi starb schließlich um 1590. Viele seiner Manuskripte blieben nicht erhalten. Die von ihm geführten unitarischen Gemeinden Ungarns und des Banats überlebten die Kriege des 17. Jahrhunderts nicht mehr.

## Theologie
Hinsichtlich des Lebens nach dem Tod vertrat Karádi die Ganztodtheorie, die bereits 1568 von unitarisch-täuferischen Theologen Gregor Pauli vertreten wurde. Demnach existiert die Seele nicht ohne den Körper und befindet sich mit dem Körper bis zur Auferstehung in einem Schlafzustand. Diese Auffassungen finden wir in vielen täuferischen Gemeinschaften und auch bei anderen ungarisch-siebenbürgischen täuferisch geprägten Unitariern, nicht zuletzt auch bei Franz David und dem deutschen Theologen Adam Neuser. Über diese Frage fand 1574 auch eine Diskussion zwischen dem Unitarier Miklós Tóth und dem reformierten Vertreter Péter Károlyi statt. Den Teufel verstand Karádi als die inneren Wünsche der Menschen und der Welt.